# Tyrolienne Pierre-Rias

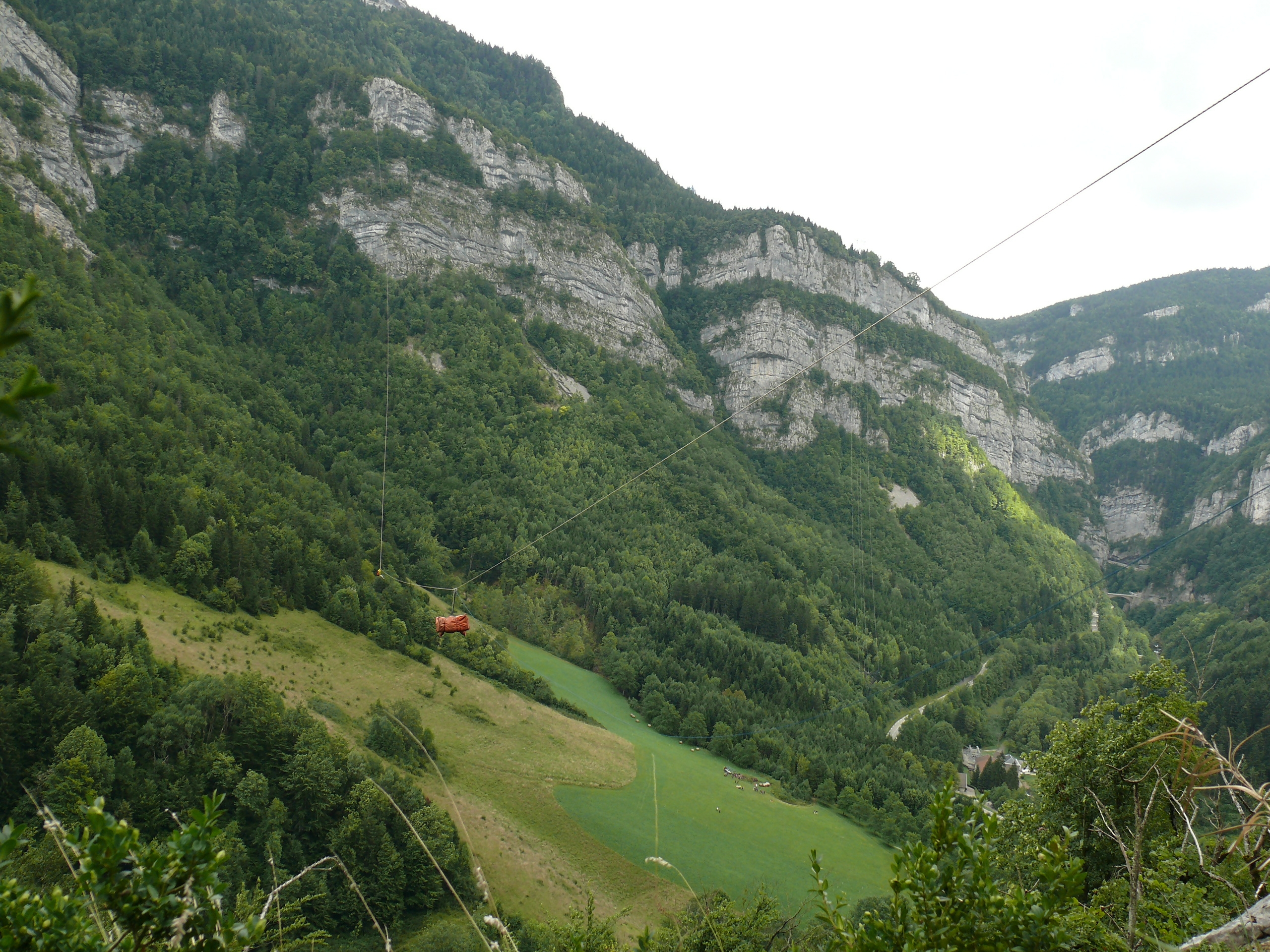
Vue d'ensemble de la tyrolienne Pierre-Rias

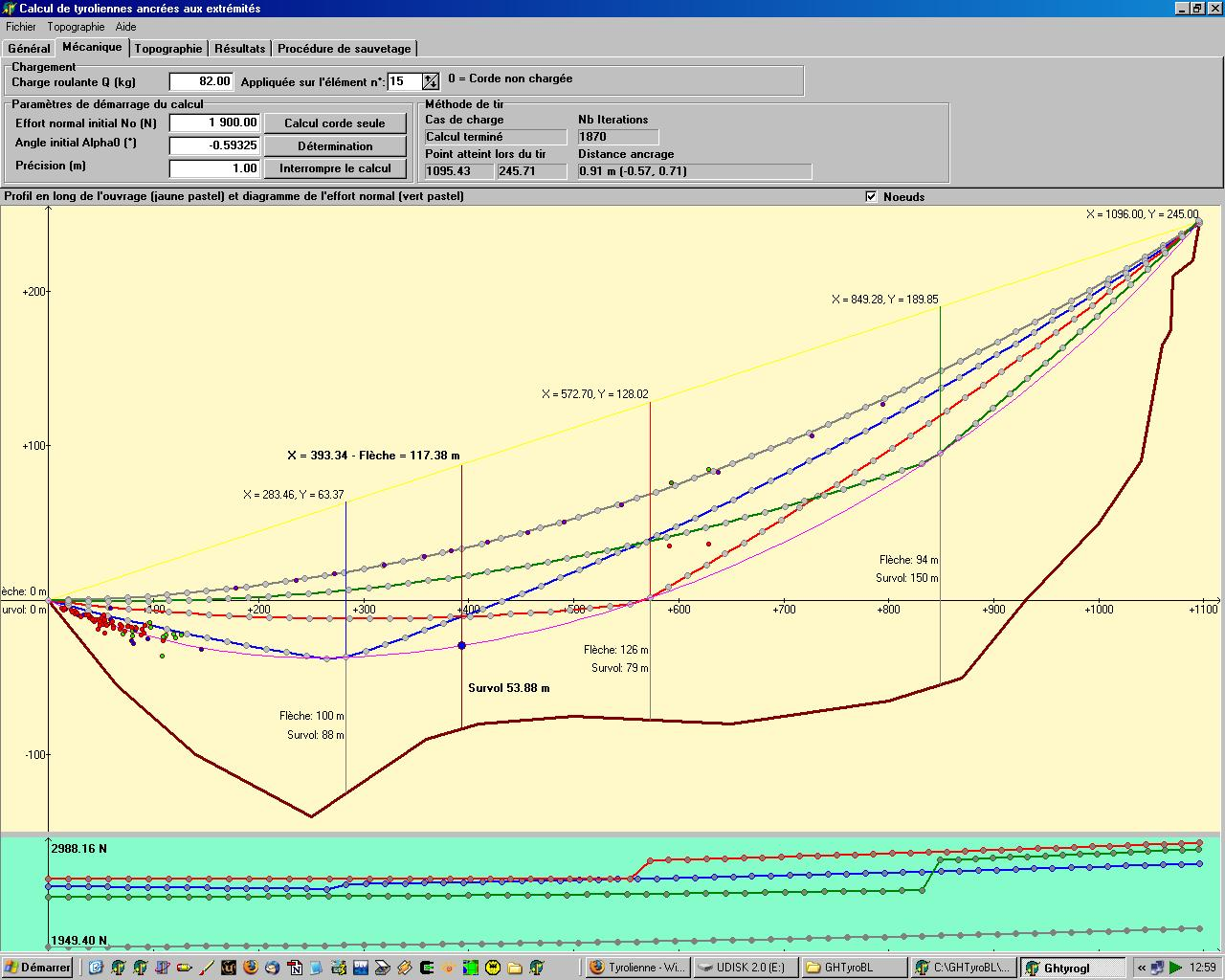
Logiciel GHTyro 2.00 : calcul de la tyrolienne P. Rias

La tyrolienne Pierre Rias est un ensemble de deux tyroliennes événementielles mises en place par le Spéléo Secours Français (SSF), dans le cadre du IVe congrès international de spéléologie qui s'est tenu à Lans-en-Vercors en août 2008. Cette installation a été établie sur la commune de Rencurel (Isère), près du lieu-dit La Balme de Rencurel.
L'ouvrage a consisté en une première tyrolienne prototype (TPR 0) lancée début juillet 2008 à des fins de tests grandeur nature. Elle a été instrumentée et l'essai a été concluant. C'est alors que la tyrolienne proprement dite (TPR 1) a été mise en place la veille du congrès, par remplacement du câble de la précédente.
Cette tyrolienne a détenu plusieurs records mondiaux lors de sa construction en 2008 :
- Plus grande portée horizontale pour une tyrolienne en corde : 1 096 mètres
- Plus grande vitesse atteinte : 122 km/h
- Charge roulante la plus lourde : 125 kg
- Tension initiale du câble la plus faible : 250 daN
- Plus grand nombre de passages : 110

## Genèse du projet
Lors du XIIe congrès international de spéléologie à La Chaux-de-Fonds (Suisse), une équipe slovaque avait présenté les résultats d'une tyrolienne de 848 mètres de portée lancée en 1997 en travers des gorges de Zadiel (Slovaquie).
En 2006, l'idée d'une tyrolienne de très grande portée a germé dans la tête de quelques spéléologues, ceci pour donner un caractère inédit au congrès européen de spéléologie Vercors 2008. Il s'agissait de dépasser le kilomètre de portée horizontale pour une tyrolienne en corde.
Différentes études et avant-projets sont réalisés par un groupe de spéléologues, dont un passionné de téléphériques qui a développé une méthode de calcul et proposé des dispositions constructives. Il a également mis au point une procédure d'auscultation de la géométrie des tyroliennes par théodolite[réf. nécessaire].
Début 2008, des ingénieurs et universitaires de la FFS ont démontré par le calcul la faisabilité d'une tyrolienne gravitaire rapide, solution qui a été retenue[réf. nécessaire].

## Éléments du cahier des charges
- La tyrolienne est une installation sur laquelle l'utilisateur descend en roue libre (taggle-rope)
- L'ouvrage doit être calculé par deux équipes travaillant en double aveugle. Quatre méthodes différentes doivent être utilisées
- Seules les procédures en usage en spéléo-secours sont autorisées, à l'exception du déroulage des câbles qui peut se faire par hélicoptère et/ou par méthodes balistiques (fusil lance-amarre ou équivalent)
- La tyrolienne est constituée d'une corde semi-statique de type spéléo, à l'exclusion de tout autre armement
- La tension initiale ne doit pas dépasser 300 daN
- Les ancrages sont constitués de répartiteurs de charge 3 points sur spits ou goujons
- Le câble porteur est frappé sur descendeurs autobloquants
- La précontrainte de l'ouvrage est assurée par palans manuels
- Les ancrages sont dotés de dynamomètres enregistreurs
- La tyrolienne doit pouvoir être auscultée par méthodes topographiques avec théodolite

## Homologation
Le procès-verbal 02717.00239 du 24/08/2008, dressé par un Officier de Police Judiciaire de la Gendarmerie nationale certifie deux records pour la tyrolienne TPR1 :
- La distance horizontale de 1 096 mètres via contre-manipulation par un gendarme OPJ du théodolite sous les instructions du topographe ;
- La vitesse maximale de 122 km/h par un radar de police manipulé par un gendarme OPJ.

## Auscultation de l'ouvrage
L'un des concepteurs de l'ouvrage est technicien supérieur du BTP ; il a mis au point une méthode de mesures indirectes par des procédés de la topographie de chantier : station libre excentrée dont l'élément central est un triangle formé par les ancrages du câble et la station libre. Il a été ainsi possible de contrôler la géométrie de l'ouvrage TPR1 en fonctionnement.
Des dynamomètres enregistreurs ont été disposés aux extrémités de la ligne.
Les équipages mobiles ont été dotés d'appareils de mesure : vitesse en ligne, taux de rotation des poulies, températures.